# 豹之鄉國家公園
43°00′N 131°25′E / 43.000°N 131.417°E

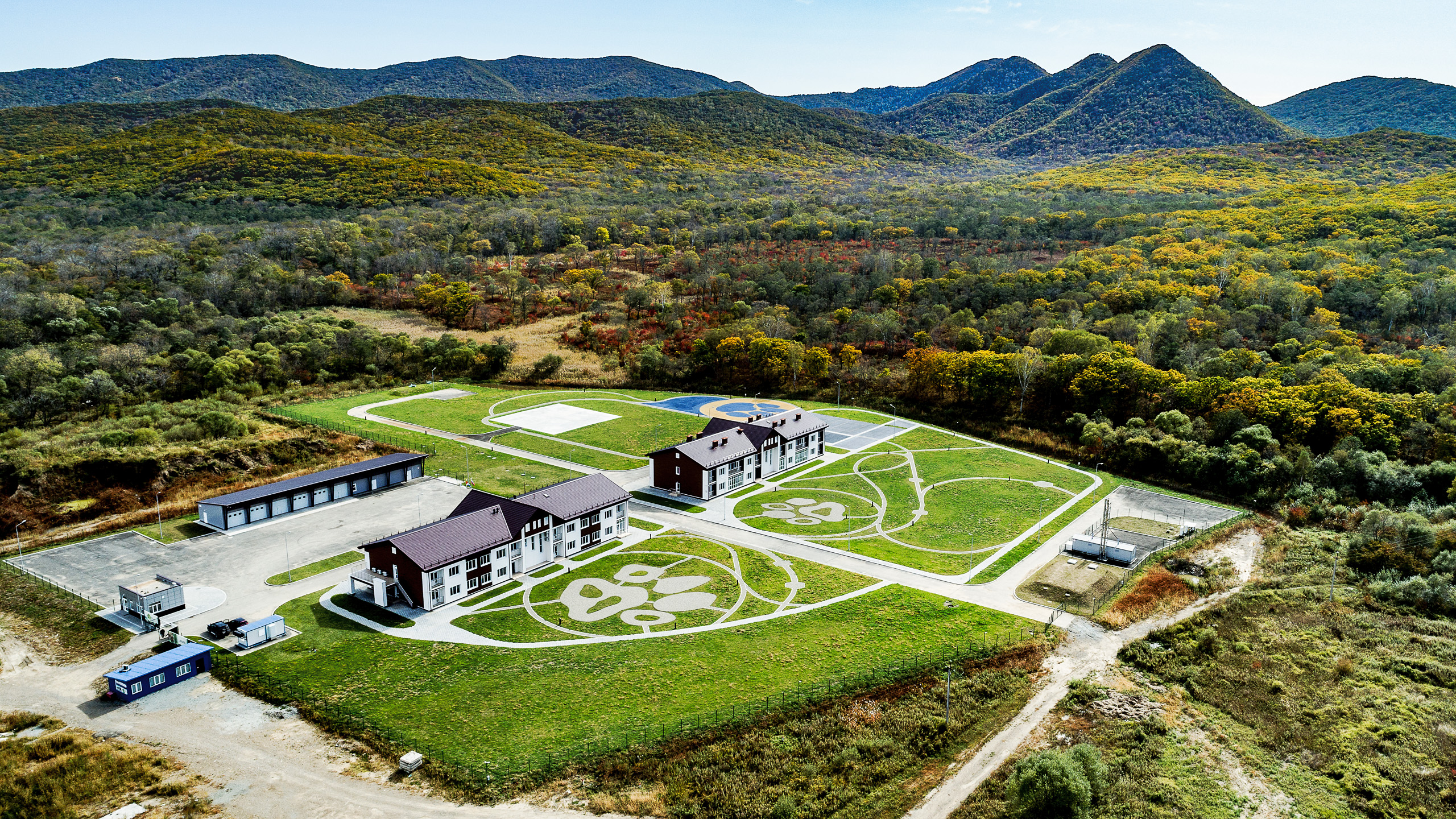

豹之鄉國家公園是俄羅斯的國家公園，位於該國東南部濱海邊疆區，成立於2012年4月，面積2,799平方公里，受溫帶大陸性濕潤氣候影響，有54種哺乳類鳥類棲息。